# Хосе Каррерас
Жузе́п Карре́рас-і-Коль, Хосе́ Карре́рас (кат. Josep Carreras i Coll, ісп. José Carreras, нар. 5 грудня 1946, Барселона, Каталонія, Іспанія) — каталонський іспанський ліричний тенор.
Відомий своїми виконаннями партій в операх Доніцетті, Верді, Пуччині.
Дебютував на оперній сцені у віці 11 років у ляльковій опері «El retablo de maese Pedro» Мануеля де Фальї. Виконав понад 60 ролей, виступав у провідних оперних театрах світу, зробив багато записів. Зажив слави серед широкої авдиторії як один із Трьох тенорів разом з Пласідо Домінго і Лучано Паваротті в серії концертів, що відбувалися з 1990 до 2003 року. Відомий також своєю гуманітарною діяльністю: він президент Міжнародної організації лейкемії Хосе Каррераса, яку він заснував після свого вилікування від хвороби в 1988 р.

## Творча біографія
У віці 8 років виступив на радіо з арією «La Donna e Mobile» з опери Ріголетто Джузеппе Верді. У віці 11 років дебютував на оперній сцені в Барселоні, там же мав і професійний дебют 1970 р. в опері Набукко Дж. Верді. У 1971 виступив у Лондоні з Монсеррат Кабальє в опері Марія Стюарт Гаетано Доніцетті.
Каррерас вчився в університеті Барселони, вивчав хімію, але продовжував брати уроки вокалу. У 1971 переміг на міжнародному конкурсі співаків "International Verdi Singing Competition" в італійському місті Парма. Ця перемога принесла йому і запрошення на роль Рудольфа в опері "Богема".
Міжнародним дебютом Хосе Каррераса стало виконання ролі Доніццеті в опері "Марія Стюарт" в Лондоні. Він заспівав свою першу арію Пінкертона в опері "Мадам Боварі" в оперному театрі Нью-Йорку "New York City Opera" в 1972; його дебют в "Metropolian Opera" в ролі Каварадоссі ("Тоска") відбувся в 1974 році, в цьому ж році його виступу в "London's Covent Garden", "Vienna's Staatsoper" і "Scala of Milano" в опері "Un Ballo in Maschera" стали справжнім тріумфом.
До 1975 він завоював всі провідні сцени світу. Герберт фон Караян запросив Каррераса виконати реквієм Джузеппе Верді під час "Пасхального фестивалю" в Зальцбурзі в 1976. За ним відбулися записи різних робіт, які супроводжувалися інтенсивною співпрацею і тісною дружбою маестро та тенора.
За партії в операх "Федора" в Ла Скала та "Stiffelio" Верді в "Covent Garden" Каррерас був удостоєний престижної нагороди "Sir Laurence Olivier Award" (1992-1993).
У 1987, коли вже перебував на вершині слави, у нього була виявлена гостра лейкемія. Його власна мужність і зусилля лікарів допомогли співакові вижити, але кар'єра його перервалася на цілий рік.
У 1988 заснував "Міжнародний фонд Хосе Каррераса для боротьби з лейкемією", організацію, що збирає пожертви для фінансування досліджень в області лікування лейкемії. Доходи Каррераса від його концертів вступають до цього фонду.
У липні 1990 напередодні чемпіонату світу з футболу в Італії утворилося знамените тріо найкращих тенорів світу: Хосе Каррерас, Лучано Паваротті і Пласідо Домінго. Тоді ж у Римі пройшов добродійний концерт, глядачами якого стали близько 800 мільйонів слухачів в усьому світі. Цей концерт, що спочатку замислювався як спосіб допомогти фонду Каррераса, поклав початок традиції зустрічей Каррераса і двох його великих колег Лучано Паваротті і Пласідо Домінго.
Дискографія Хосе Каррераса налічує понад 150 записів, в числі яких понад 50 опер, ораторій, а також популярних класичних сольних концертів, світові тиражі яких не раз ставали "золотими" і "платиновими".
У травні 2009 The Times оголосила про ймовірне завершення Хосе Каррерасом своєї оперної кар'єри. Проте сам співак пізніше спростував це.